# Sedum alfredii
Sedum alfredii là một loài thực vật có hoa trong họ Crassulaceae. Loài này được Hance miêu tả khoa học đầu tiên năm 1870.